# Sargon III
Sargon III è un videogioco di scacchi pubblicato nel 1983 per Apple II e successivamente per Amiga, Atari 8-bit, Atari ST, Commodore 64, Mac OS e MS-DOS.
È il terzo titolo della serie di Sargon, ma il motore scacchistico non è basato sui precedenti; secondo quanto raccontano gli autori Danny e Kathleen Spracklen, venne riscritto da zero, ottenendo tra l'altro una velocità molto più alta rispetto a Sargon II e introducendo una libreria di aperture.
Fu il primo titolo della serie a uscire anche per macchine a 16 bit, ma dal punto di vista estetico non migliorò significativamente neppure sulle più potenti, rimanendo sulla classica grafica bidimensionale.

## Modalità di gioco
Il gioco è per un giocatore contro il computer a 9 possibili livelli di difficoltà, oppure per due giocatori umani in locale.
Il livello determina il tempo medio necessario al computer per effettuare una mossa e va dai 5 secondi del livello 1 ai 10 minuti del livello 8, raggiungendo abilità e velocità molto buone per l'epoca. C'è comunque un tempo massimo garantito sulla lunga distanza, ad esempio al livello 6, corrispondente al regolamento dei tornei, il computer effettua 40 mosse in non più di 110 minuti. Il livello 9 è un caso particolare in cui il computer calcola praticamente all'infinito finché non trova una mossa garantita o non lo interrompe il giocatore.
A differenza dei precedenti Sargon, il motore si basa su una stima del punteggio associato alla condizione di ciascun giocatore, a seconda dei pezzi superstiti e del loro posizionamento più o meno vantaggioso. Tale punteggio può anche essere reso visibile, rivelando se il computer si ritiene o meno in vantaggio sull'avversario.
Il programma conosce inoltre una libreria di 52 aperture predefinite con un totale di 68 000 posizioni.
Il computer può anche fare in parte le proprie analisi durante il turno dell'avversario, sfruttando il tempo in cui attende la mossa dell'altro; un comportamento normale per i giocatori umani, ma innovativo all'epoca in un programma per personal computer. Questa capacità rende di fatto il computer più abile di quanto corrisponda al livello selezionato, ma può essere disabilitata.
La scacchiera viene visualizzata bidimensionale, monocroma su Apple e Mac e con semplici colori negli altri casi. La scelta della propria mossa può avvenire tramite inserimento delle coordinate da tastiera o con selezione tramite joystick (C64/8-bit), mouse (Apple/Mac/Amiga/ST), penna ottica (DOS).
L'elenco delle ultime mosse effettuate da entrambi i giocatori, a seconda delle versioni, viene mostrato a lato della scacchiera oppure in una schermata di solo testo a parte, visualizzabile a piacere.
Si può salvare la partita in corso, e incluse con il gioco si hanno oltre 100 partite storiche complete di grandi campioni e diversi problemi.
Altre funzioni disponibili includono suggerimento della mossa, annullamento senza limiti delle ultime mosse, scambio di colore, stampa dell'elenco mosse, offerta di patta, editor per modificare a piacere la disposizione dei pezzi, replay dell'intera partita.